# Meeting de Paris

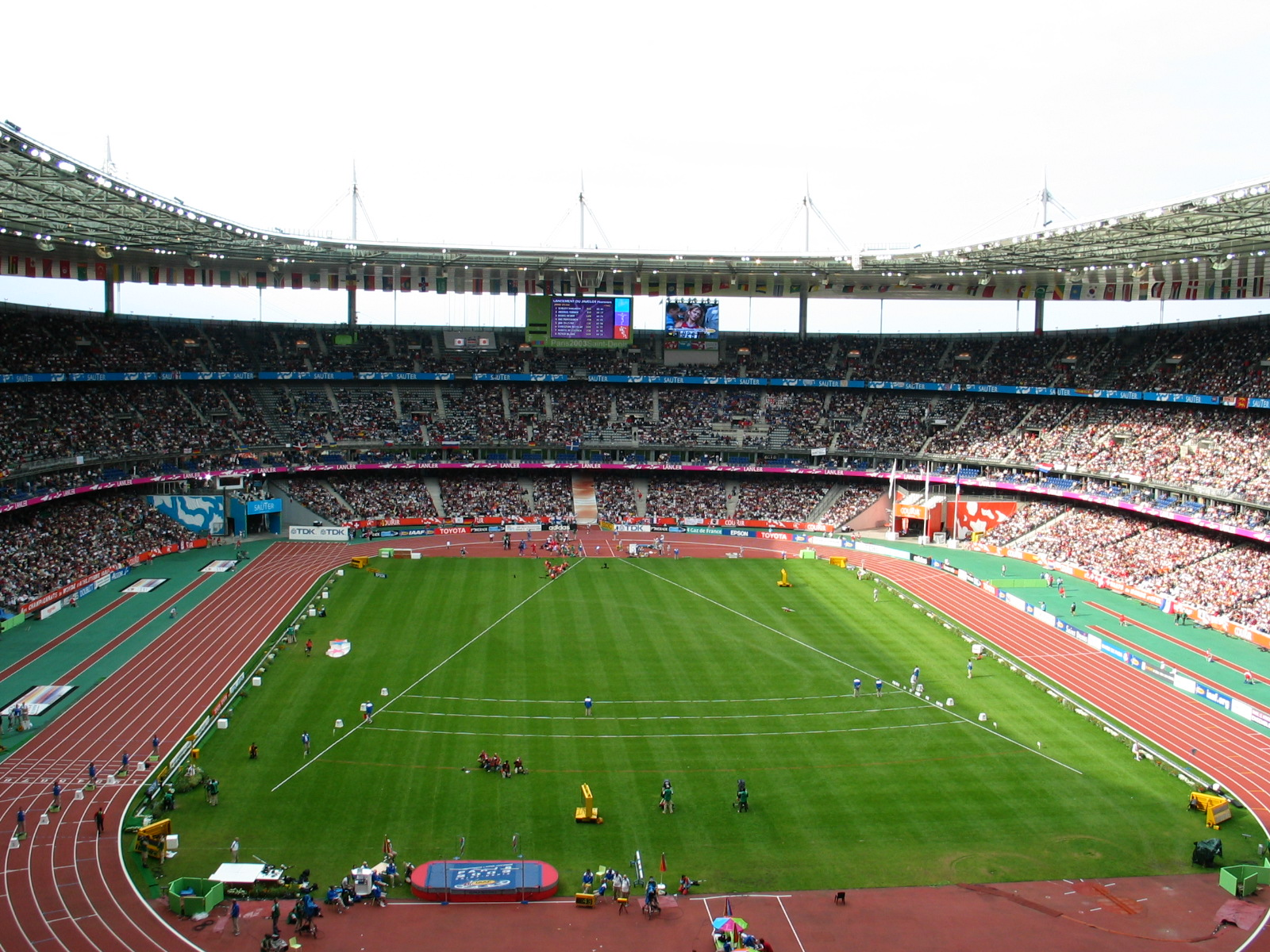
Het Stade de France stadion, de thuisbasis van de Meeting de Paris.

Meeting de Paris, vroeger ook bekend als Meeting Areva of Meeting Gaz de France is een jaarlijkse internationale atletiekwedstrijd. De wedstrijd wordt gehouden in Saint-Denis, een voorstad van Parijs, in Frankrijk in het Stade de France. Het evenement werd in 1999 voor het eerst georganiseerd. Sinds de oprichting van de atletiekmeeting behoorde het tot de IAAF Golden League-wedstrijden. Sinds 2010 hoort de wedstrijd bij de in dat jaar opgerichte Diamond League.

## Geschiedenis
De geschiedenis van de Franse Diamond League-wedstrijd gaat terug tot 1984. In dat jaar organiseerde de in 2009 overleden Michel Zilbermann in het Stade Auguste Delaune in Reims een atletiekwedstrijd. In 1999 fuseerde deze wedstrijd met een andere wedstrijd, gehouden in het Stade Sébastien Charléty te Parijs tot de Meeting Gaz de France.

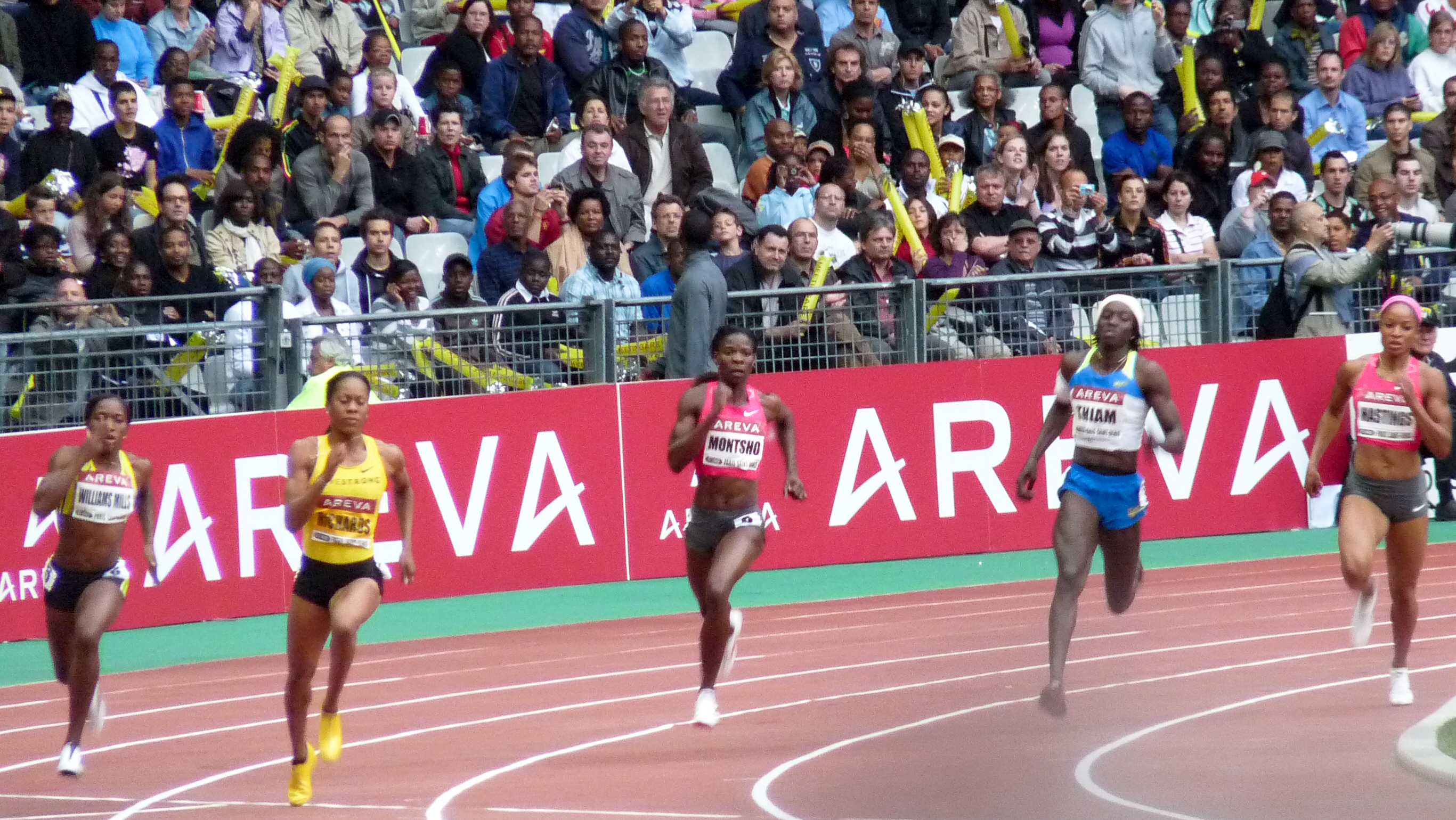
De 400 meter voor vrouwen tijdens de Areva Meeting van 2009

De Meeting Areva kent al sinds de oprichting een hoog aantal toeschouwers. In het oprichtingsjaar 1999 waren er 57.724 toeschouwers, meer dan elke andere atletiekwedstrijd die tot dusver in Frankrijk werd gehouden. In 2005 werd het hoogste aantal toeschouwers ter wereld bij een atletiekwedstrijd behaald, 70.253.

## Programma
| Jaar | 100 | 200 | 400 | 800 | 1500 | 3000 | 5000 | 110 h | 400 h | 3000 s | ver | hss | hoog | pols | kogel | discus | speer | 4 × 100 |
| ---- | --- | --- | --- | --- | ---- | ---- | ---- | ----- | ----- | ------ | --- | --- | ---- | ---- | ----- | ------ | ----- | ------- |
| 1999 |     | X   |     | X   | X    | X    |      | X     |       | X      | X   |     |      | X    |       |        | X     |         |
| 2000 | X   |     |     | X   | X    | X    |      |       | X     | X      |     |     | X    | X    | X     |        |       |         |
| 2001 | X   |     |     | X   | X    |      | X    | X     | X     | X      | X   |     |      | X    |       |        | X     |         |
| 2002 | X   |     |     | X   | X    |      | X    | X     | X     | X      |     | X   |      | X    |       |        |       |         |
| 2003 | X   | X   |     | X   | X    |      | X    | X     | X     | X      |     |     |      | X    |       |        | X     |         |
| 2004 | X   | X   | X   | X   | X    |      |      | X     | X     | X      |     | X   |      | X    |       | X      |       |         |
| 2005 | X   |     | X   | X   | X    |      | X    | X     | X     | X      |     |     | X    | X    |       |        | X     |         |
| 2006 | X   |     | X   | X   | X    |      | X    | X     | X     | X      | X   |     |      |      |       |        | X     |         |
| 2007 | X   |     | X   |     | X    | X    |      | X     | X     | X      |     | X   |      |      |       |        | X     |         |
| 2008 | X   |     | X   |     | X    | X    |      | X     | X     | X      | X   |     |      | X    |       |        | X     |         |
| 2009 | X   |     | X   | X   |      | X    |      | X     |       | X      |     | X   |      | X    |       |        | X     |         |
| 2010 | X   |     | X   | X   |      |      |      | X     |       | X      |     | X   |      | X    |       |        | X     | X       |
| 2011 |     | X   | X   |     | X    |      |      | X     |       | X      | X   |     | X    | X    |       | X      |       |         |
| 2012 | X   |     |     | X   |      |      | X    |       | X     | X      |     | X   |      | X    | X     |        | X     |         |
| 2013 |     | X   | X   |     | X    |      |      | X     |       | X      | X   |     |      | X    |       | X      |       |         |

| Jaar | 100 | 200 | 400 | 800 | 1500 | 3000 | 5000 | 100 h | 400 h | 3000 s | ver | hss | hoog | pols | kogel | kogelsl. | discus | speer |
| ---- | --- | --- | --- | --- | ---- | ---- | ---- | ----- | ----- | ------ | --- | --- | ---- | ---- | ----- | -------- | ------ | ----- |
| 1999 | X   | X   |     | X   |      | X    |      | X     | X     |        | X   |     | X    |      |       |          |        |       |
| 2000 | X   | X   |     | X   | X    | X    |      | X     | X     |        | X   |     |      |      |       |          |        | X     |
| 2001 | X   |     |     | X   | X    | X    |      | X     | X     |        |     |     | X    |      |       | X        |        |       |
| 2002 | X   | X   | X   |     | X    | X    |      | X     | X     |        |     |     | X    |      |       |          |        | X     |
| 2003 | X   | X   |     | X   | X    | X    |      | X     | X     |        |     | X   | X    |      |       |          |        |       |
| 2004 | X   | X   | X   |     | X    | X    |      | X     |       |        |     |     | X    |      |       | X        |        |       |
| 2005 | X   |     | X   | X   | X    | X    |      | X     | X     |        |     | X   |      |      |       |          |        |       |
| 2006 | X   |     | X   |     | X    |      | X    | X     | X     |        |     |     | X    | X    |       |          |        |       |
| 2007 | X   |     | X   |     | X    |      | X    | X     | X     |        |     |     | X    | X    |       |          |        |       |
| 2008 |     | X   |     | X   | X    |      | X    | X     |       |        |     |     | X    |      |       |          |        |       |
| 2009 | X   |     | X   | X   |      |      |      | X     | X     |        |     |     | X    | X    |       |          |        |       |
| 2010 |     | X   |     |     | X    |      | X    |       |       |        | X   |     | X    |      | X     |          | X      |       |
| 2011 | X   |     |     | X   |      |      | X    |       | X     |        |     | X   |      |      | X     |          |        | X     |
| 2012 |     | X   | X   |     | X    |      |      | X     |       | X      | X   |     | X    |      |       |          | X      |       |
| 2013 | X   |     |     | X   |      |      | X    |       | X     |        |     | X   | X    |      | X     |          |        | X     |

## Wereldrecordstijdens Meeting de Paris
| Datum       | Atleet                | Onderdeel           | Prestatie | Huidig wereldrecord                 |
| ----------- | --------------------- | ------------------- | --------- | ----------------------------------- |
| 9 juni 2023 | Jakob Ingebrigtsen    | 2 Eng. mijl         | 7.54,10   | Ja                                  |
| 9 juni 2023 | Lamecha Girma         | 3000 m steeplechase | 7.52,11   | Ja                                  |
| 9 juni 2023 | Faith Kipyegon        | 5000 m              | 14.05,20  | Nee, verbeterd op 17 september 2023 |
| 7 juli 2024 | Faith Kipyegon        | 1500 meter          | 3.49,04   | Nee, verbeterd op 5 juli 2025       |
| 7 juli 2024 | Jaroslava Mahoetsjich | hoogspringen        | 2,10 m    | Ja                                  |

## Meetingrecords
Hieronder staan de beste prestaties per onderdeel aangegeven tijdens de Meeting de Paris of een van zijn voorlopers.
| Onderdeel            | Prestatie          | Atlete                                               | Nationaliteit | Datum            |
| -------------------- | ------------------ | ---------------------------------------------------- | ------------- | ---------------- |
| 100 m                | 9,79 s (−0,2 m/s)  | Usain Bolt                                           | JAM           | 17 juli 2009     |
| 200 m                | 19,65 s (+0,2 m/s) | Noah Lyles                                           | USA           | 24 augustus 2019 |
| 400 m                | 43,86 s            | Jeremy Wariner                                       | USA           | 18 juli 2008     |
| 800 m                | 1.41,54            | David Rudisha                                        | KEN           | 6 juli 2012      |
| 1000 m               | 2.13,73            | Noureddine Morceli                                   | ALG           | 2 juli 1993      |
| 1500 m               | 3.27,49            | Azeddine Habz                                        | FRA           | 20 juni 2025     |
| 1 Eng. mijl          | 3.49,01            | Hicham El Guerrouj                                   | MAR           | 29 juli 1998     |
| 2000 m               | 4.58,21            | Noureddine Morceli                                   | ALG           | 4 juni 1992      |
| 3000 m               | 7.24,00            | Jakob Ingebrigtsen                                   | NOR           | 9 juni 2023      |
| 2 Eng. mijl          | 7.54,10            | Jakob Ingebrigtsen                                   | NOR           | 9 juni 2023      |
| 5000 m               | 12.40,18           | Kenenisa Bekele                                      | ETH           | 1 juli 2005      |
| 10.000 m             | 27.22,95           | Fernando Mamede                                      | POR           | 9 juli 1982      |
| 110 m horden         | 12,88 s (+0,5 m/s) | Dayron Robles                                        | CUB           | 18 juli 2008     |
| 400 m horden         | 46,93 s            | Rai Benjamin                                         | USA           | 20 juni 2025     |
| 3000 m steeple       | 7.52,11            | Lamecha Girma                                        | ETH           | 9 juni 2023      |
| hoogspringen         | 2,40 m             | Javier Sotomayor                                     | CUB           | 19 juli 1991     |
| polsstokhoogspringen | 6,01 m             | Armand Duplantis                                     | SWE           | 28 augustus 2021 |
| verspringen          | 8,66 m (+0,9 m/s)  | Mike Powell                                          | USA           | 29 juni 1990     |
| hink-stap-springen   | 18,06 m (+0,4 m/s) | Will Claye                                           | USA           | 24 augustus 2019 |
| kogelstoten          | 22,44 m            | Tomas Walsh                                          | NZL           | 24 augustus 2019 |
| discuswerpen         | 70,21 m            | Virgilijus Alekna                                    | LTU           | 23 juli 2004     |
| kogelslingeren       | 83,00 m            | Balázs Kiss                                          | HUN           | 4 juni 1998      |
| speerwerpen          | 91,40 m            | Jan Zelezny                                          | CZE           | 29 juli 1998     |
| 4 × 100 m            | 38,22 s            | Méba Mickaël Zeze Jeff Erius Ryan Zeze Jimmy Vicaut  | FRA           | 9 juni 2023      |
| 4 × 200 m            | 1.21,73            | Attila Kovács László Babály István Tatár István Nagy | HUN           | 9 juli 1982      |

| Onderdeel            | Prestatie              | Atlete                                                     | Nationaliteit | Datum            |
| -------------------- | ---------------------- | ---------------------------------------------------------- | ------------- | ---------------- |
| 100 m                | 10,67 s (+0,5 m/s)     | Shelly-Ann Fraser-Pryce                                    | JAM           | 18 juni 2022     |
| 200 m                | 21,97 s                | Merlene Ottey                                              | JAM           | 29 juni 1990     |
| 400 m                | 48,81 s                | Marileidy Paulino                                          | DOM           | 20 juni 2025     |
| 800 m                | 1.54,25                | Caster Semenya                                             | RSA           | 30 juni 2018     |
| 1000 m               | 2.32,40                | Ella Kovács                                                | ROU           | 2 juli 1993      |
| 1500 m               | 3.49,04                | Faith Kipyegon                                             | KEN           | 7 juli 2024      |
| 1 Eng. mijl          | 4.18,08                | Mary Slaney                                                | USA           | 9 juli 1982      |
| 3000 m               | 8.19,08                | Francine Niyonsaba                                         | BUR           | 28 augustus 2021 |
| 5000 m               | 14.05,20               | Faith Kipyegon                                             | KEN           | 9 juni 2023      |
| 10.000 m             | 31.08,41               | Catherina McKiernan                                        | IRL           | 17 juni 1995     |
| 100 m horden         | 12,21 s (+0,7 m/s)     | Grace Stark                                                | USA           | 20 juni 2025     |
| 400 m horden         | 53,06 s                | Kim Batten                                                 | USA           | 29 juli 1998     |
| 3000 m steeple       | 8.52,78                | Ruth Jebet                                                 | BRN           | 27 augustus 2016 |
| hoogspringen         | 2,10 m                 | Jaroslava Mahoetsjich                                      | UKR           | 7 juli 2024      |
| polsstokhoogspringen | 4,91 m                 | Jelena Isinbajeva                                          | RUS           | 6 juli 2007      |
| verspringen          | 7,15 m (+1,7 m/s)      | Heike Drechsler                                            | GER           | 6 juli 1992      |
| hink-stap-springen   | 15,12 m (−0,9 m/s)     | Tatiana Lebedeva                                           | RUS           | 4 juli 2003      |
| kogelstoten          | 20,78 m                | Valerie Adams                                              | NZL           | 8 juli 2011      |
| discuswerpen         | 69,04 m                | Valarie Allman                                             | USA           | 9 juni 2023      |
| kogelslingeren       | 77,13 m                | Brooke Andersen                                            | USA           | 9 juni 2023      |
| speerwerpen          | 70,88 m (oude speer)   | Petra Felke-Meier                                          | GDR           | 29 juni 1990     |
| speerwerpen          | 68,01 m (nieuwe speer) | Christina Obergföll                                        | GER           | 8 juli 2011      |
| 4 × 100 m            | 42,99 s                | Carmen Marco Paula García Paula Sevilla Jaël Bestué        | ESP           | 9 juni 2023      |
| 4 × 200 m            | 1.32,17                | Laurence Bily Liliane Gaschet Chantal Réga Raymonde Naigre | FRA           | 9 juli 1982      |